# Джорджтаун
Вижте пояснителната страница за други значения на Джорджтаун.
Джорджтаун (на английски: Georgetown) е столицата на Кооперативна Република Гвиана. Разположен на брега на Атлантическия океан, градът се спуска на юг по източната част на естуара на река Демерара.
Населението е 191 810 жители (2012).

## История
Основан е като малко градче през 18 век. Първоначално е колонизиран от французи и наречен Лоншан. Преминавайки в холандско владение, е кръстен Стабрук. Името идва от Николас Хелвинк, лорд на Стабрук и президент на Нидерландската западноиндийска компания. В началото на XIX век вече като британска колония получава настоящто си име в чест на крал Джордж III.

## Забележителности
Примамливи туристически атракции са англиканската катедрала „Сейнт Джордж“ и открития пазар „Стабрук Маркет“.
Столицата се обслужва от международното летище „Чеди Джаган“, отстоящо на 40 км южно от града. Пет големи латиноамерикански авиокомпании извършват полети в региона на Карибите, Ню Йорк и Торонто. В непосредствена близост, на 6 км източно от Джорджтаун се намира и малкото летище „Огъл“. Оттам излитат самолети само до съседен Суринам и Барбадос.

## Побратимени градове
- Сейнт Луис (Мисури, САЩ)
- Порт ъф Спейн (Тринидад и Тобаго)
- Парамарибо (Суринам)

## Спорт
Градът е дом на футболния отбор (шампион за 2016/17 година) играещи в първата дивизия на Хаити – „Гаяна Дефенс Форс ФК“ (познат също като „ГДФ“).